# Festa nacional francesa
La festa nacional francesa (en francès fête nationale) té lloc cada 14 de juliol d'ençà l'any 1880. Commemora la festa de la Federació (fête de la Fédération), que celebrava el primer aniversari de la presa de la Bastilla, i marcava la fi de la monarquia absoluta. És un dia festiu i pagat.
El 14 de juliol té lloc una desfilada de les tropes a l'Avinguda dels Champs-Élysées, hi ha desfilades o cerimònies militars a la majoria dels municipis, hi ha focs artificials.

## Instauració com a festa nacional
El 21 de maig de 1880, el diputat Benjamin Raspail presenta la llei que fa del 14 de juliol la festa nacional anual en commemoració del 14 de juliol de 1790, (festa de la Federació). Com que el 14 de juliol de 1789 (presa de la Bastilla) havia sigut una jornada sagnant, va fer que la reonciciliació el mateix dia de l'any 1790 fos l'escollida. Finalment el 14 de juliol de 1790 és l'únic que es commemora.
La llei, signada per 64 diputats, és adoptada per l'Assemblea Nacional el 8 de juny i pel Senat el 29 de juny. És promulgada el 6 de juliol de 1880.

## Galeria

La presa de la Bastilla.
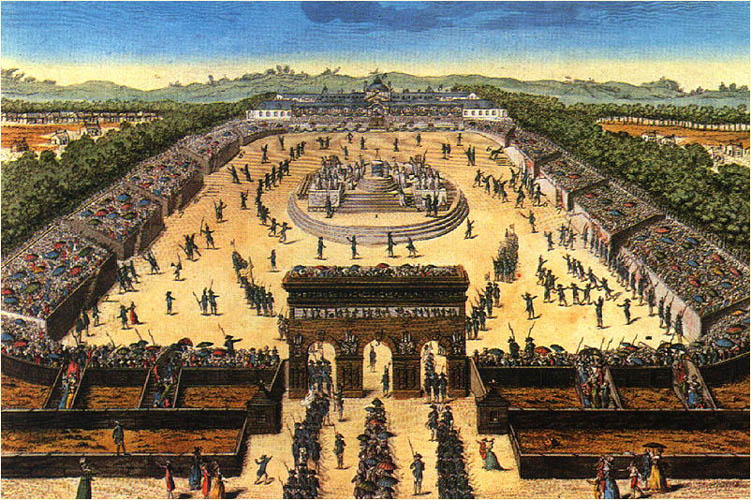
Fête de la Fédération, el 14 de juliol al Champ-de-Mars (París)
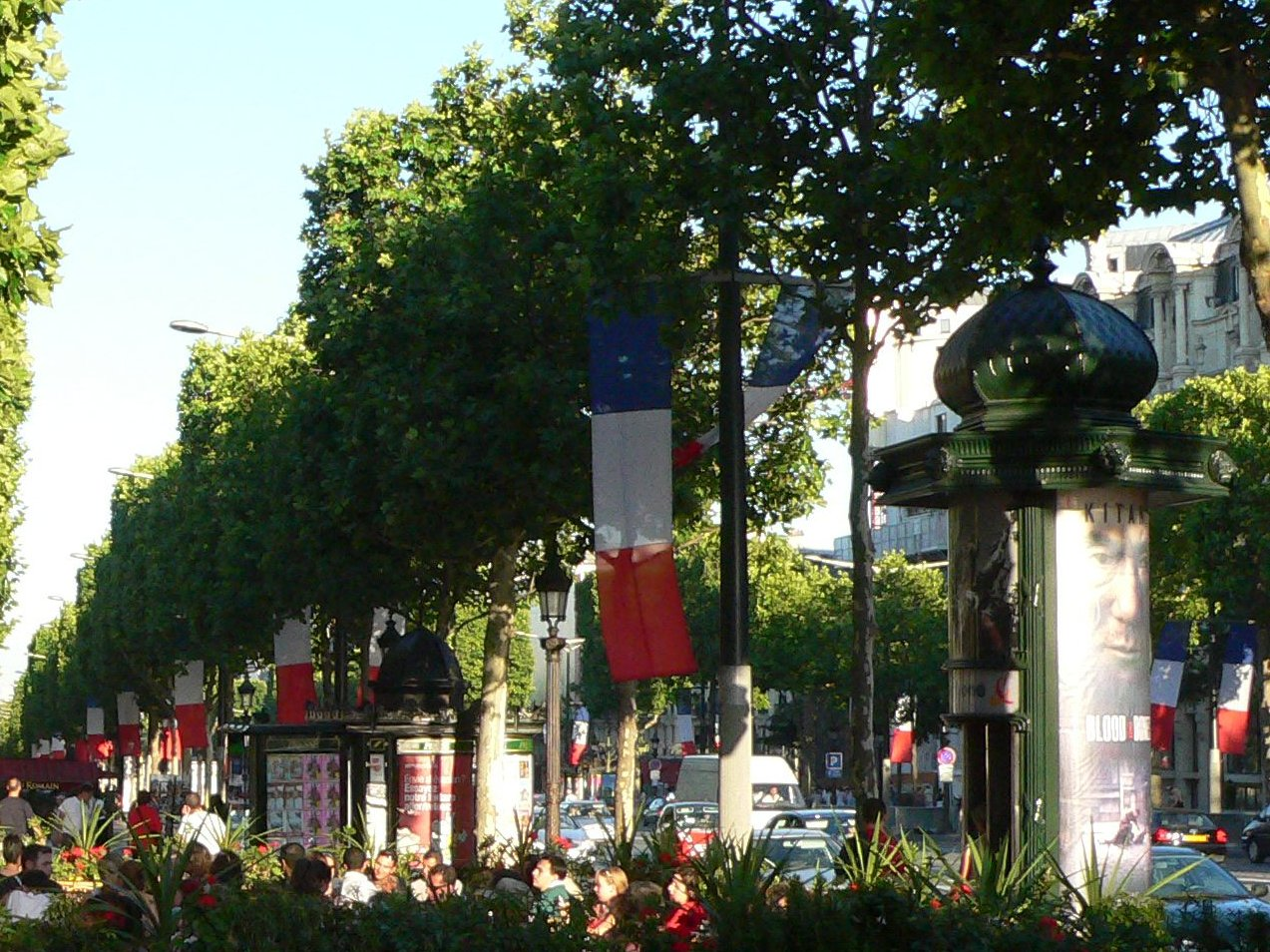
Avinguda dels Champs-Élysées el 14 de Juliol
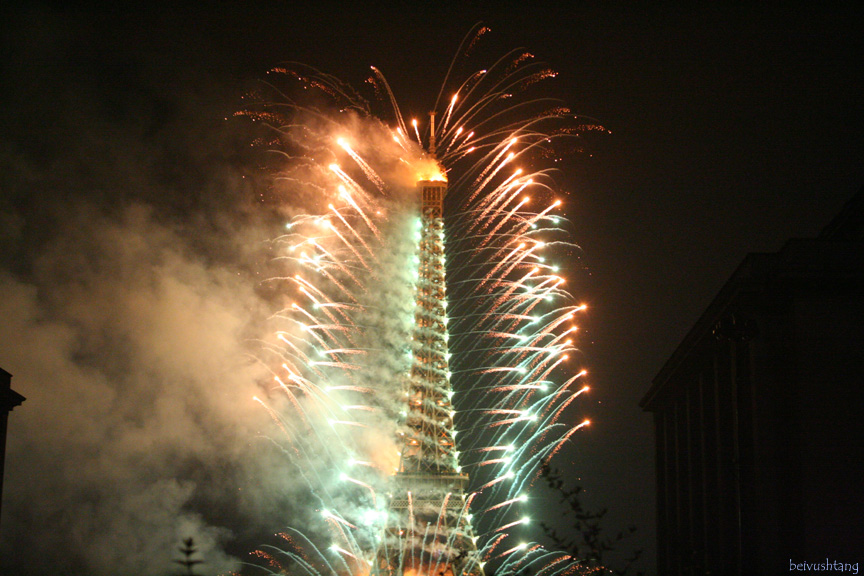
Focs artificials a la Torre Eiffel
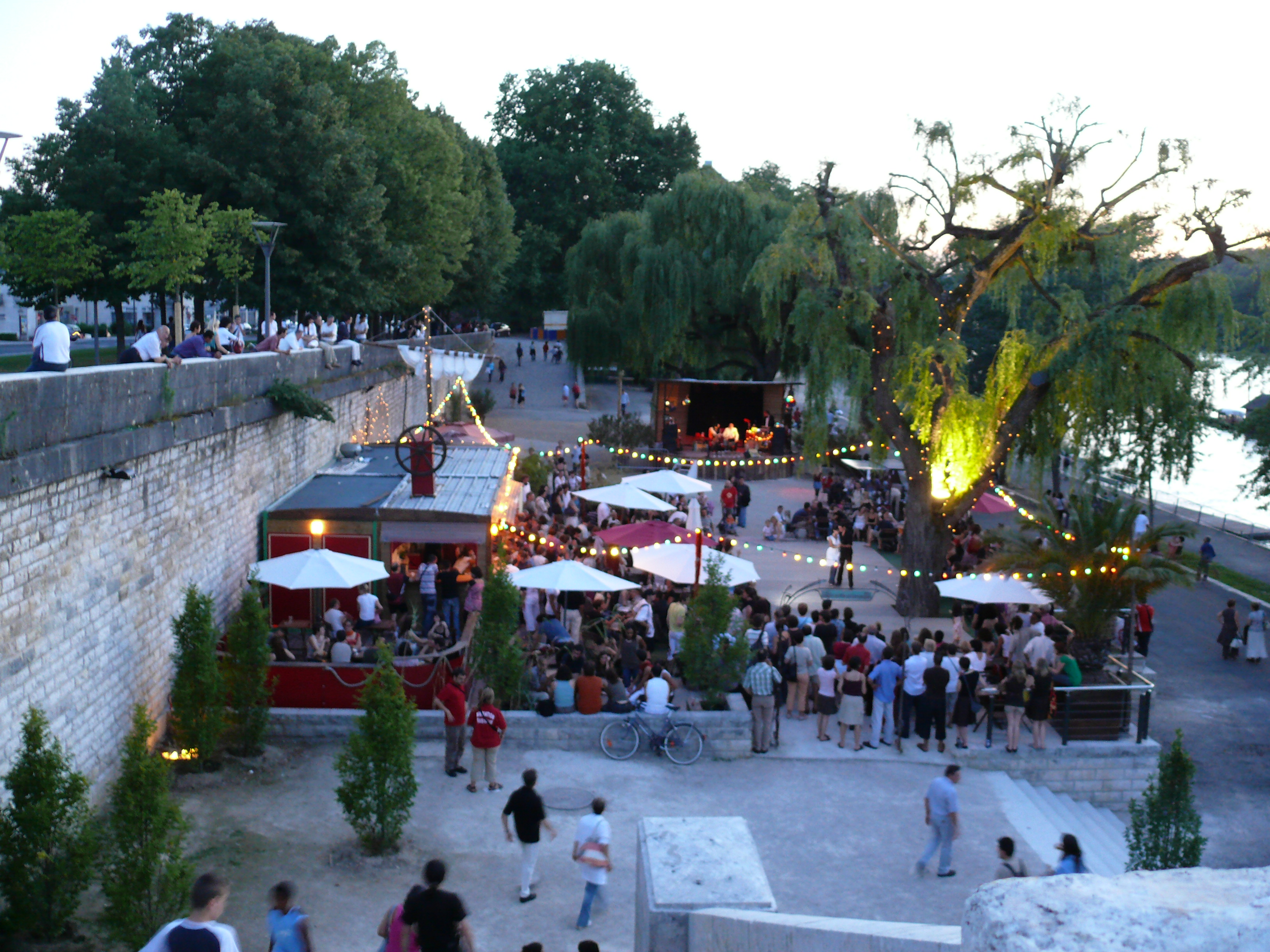
Nombroses viles franceses (aquí Tours) organitzen un ball al vespre.